# Armien Abagian
Armien Abagian (ros. Армен Артаваздович Абагян, Armien Artawazdowicz Abagian; ur. 1 stycznia 1933, zm. 18 listopada 2005) – radziecki specjalista w dziedzinie energetyki atomowej, członek Rosyjskiej Akademii Nauk .
Pochowany na Cmentarzu Trojekurowskim w Moskwie.